# Campionati del mondo di atletica leggera indoor 1989
I Campionati del mondo di atletica leggera indoor 1989 (2ª edizione) si sono svolti a Budapest, in Ungheria, dal 3 al 5 marzo. Le competizioni si sono tenute al Budapest Sportcsarnok.

## Medagliati

### Uomini
| Specialità | Oro               | Prestazione | Argento            | Prestazione | Bronzo               | Prestazione |
| Corse piane |                   |             |                    |             |                      |             |
| 60 m | Andrés Simón      | 6"52        | John Myles-Mills   | 6"59        | Pierfrancesco Pavoni | 6"61        |
| 200 m | John Regis        | 20"54       | Ade Mafe           | 20"87       | Kevin Little         | 21"12       |
| 400 m | Antonio McKay     | 45"59       | Ian Morris         | 46"09       | Cayetano Cornet      | 46"40       |
| 800 m | Paul Ereng        | 1'44"84     | José Luíz Barbosa  | 1'45"55     | Tonino Viali         | 1'46"95     |
| 1.500 m | Marcus O'Sullivan | 3'36"64     | Hauke Fuhlbrügge   | 3'37"80     | Jeff Atkinson        | 3'38"12     |
| 3.000 m | Saïd Aouita       | 7'47"94     | José Luis González | 7'48"66     | Dieter Baumann       | 7'50"47     |
| 5.000 m marcia | Michail Ščennikov | 18'27"10    | Roman Mrázek       | 18'28"90    | Frants Kostyukevich  | 18'34"07    |
| Corse a ostacoli |                   |             |                    |             |                      |             |
| 60 hs | Roger Kingdom     | 7"43        | Colin Jackson      | 7"45        | Igors Kazanovs       | 7"59        |
| Salti |                   |             |                    |             |                      |             |
| Salto in alto | Javier Sotomayor  | 2,43 m      | Dietmar Mögenburg  | 2,35 m      | Patrik Sjöberg       | 2,35 m      |
| Salto con l'asta | Radion Gataullin  | 5,85 m      | Grigoriy Yegorov   | 5,80 m      | Joe Dial             | 5,70 m      |
| Salto in lungo | Larry Myricks     | 8,37 m      | Dietmar Haaf       | 8,17 m      | Mike Conley          | 8,11 m      |
| Salto triplo | Mike Conley       | 17,65 m     | Jorge Reyna        | 17,41 m     | Juan Miguel López    | 17,28 m     |
| Lanci |                   |             |                    |             |                      |             |
| Getto del peso | Ulf Timmermann    | 21,75 m     | Randy Barnes       | 21,28 m     | Georg Andersen       | 20,98 m     |
| record mondiale; record mondiale stagionale; record africano; record asiatico; record europeo; record nord-centroamericano e caraibico; record sudamericano; record oceaniano; record dei campionati; record nazionale; record personale; record personale stagionale. |                   |             |                    |             |                      |             |

### Donne
| Specialità | Oro                    | Prestazione | Argento              | Prestazione | Bronzo             | Prestazione |
| Corse piane |                        |             |                      |             |                    |             |
| 60 m | Nelli Cooman           | 7"05        | Gwen Torrence        | 7"07        | Merlene Ottey      | 7"10        |
| 200 m | Merlene Ottey          | 22"34       | Grace Jackson        | 22"95       | Natalya Kovtun     | 23"28       |
| 400 m | Helga Arendt           | 51"52       | Diane Dixon          | 51"77       | Jillian Richardson | 52"02       |
| 800 m | Christine Wachtel      | 1'59"24     | Tatyana Grebenchuk   | 1'59"53     | Ellen Kiessling    | 1'59"68     |
| 1.500 m | Doina Melinte          | 4'04"79     | Svetlana Kitova      | 4'05"71     | Yvonne Mai         | 4'06"09     |
| 3.000 m | Elly van Hulst         | 8'33"82     | Liz McColgan         | 8'34"80     | Margareta Keszeg   | 8'48"70     |
| 3.000 m marcia | Kerry Saxby            | 12'01"65    | Beate Anders         | 12'07"73    | Ileana Salvador    | 12'11"33    |
| Corse a ostacoli |                        |             |                      |             |                    |             |
| 60 hs | Yelizaveta Chernyshova | 7"82        | Ludmila Narozhilenko | 7"83        | Cornelia Oschkenat | 7"86        |
| Salti |                        |             |                      |             |                    |             |
| Salto in alto | Stefka Kostadinova     | 2,02 m      | Tamara Bykova        | 2,02 m      | Heike Redetzky     | 1,94 m      |
| Salto in lungo | Galina Čistjakova      | 6,98 m      | Marieta Ilcu         | 6,86 m      | Larisa Berezhnaya  | 6,82 m      |
| Lanci |                        |             |                      |             |                    |             |
| Getto del peso | Claudia Losch          | 20,45 m     | Huang Zhihong        | 20,25 m     | Christa Wiese      | 19,75 m     |
| record mondiale; record mondiale stagionale; record africano; record asiatico; record europeo; record nord-centroamericano e caraibico; record sudamericano; record oceaniano; record dei campionati; record nazionale; record personale; record personale stagionale. |                        |             |                      |             |                    |             |

## Medagliere
| Posizione | Paese             | Oro | Argento | Bronzo | Totale |
| --------- | ----------------- | --- | ------- | ------ | ------ |
| 1         | Unione Sovietica  | 4   | 5       | 4      | 13     |
| 2         | Stati Uniti       | 4   | 3       | 4      | 11     |
| 3         | Germania Est      | 2   | 2       | 5      | 9      |
| 4         | Germania Ovest    | 2   | 2       | 1      | 5      |
| 5         | Cuba              | 2   | 1       | 1      | 4      |
| 6         | Paesi Bassi       | 2   | 0       | 0      | 2      |
| 7         | Regno Unito       | 1   | 3       | 0      | 4      |
| 8         | Giamaica          | 1   | 1       | 1      | 3      |
| 8         | Romania           | 1   | 1       | 1      | 3      |
| 10        | Australia         | 1   | 0       | 0      | 1      |
| 10        | Bulgaria          | 1   | 0       | 0      | 1      |
| 10        | Irlanda           | 1   | 0       | 0      | 1      |
| 10        | Kenya             | 1   | 0       | 0      | 1      |
| 10        | Marocco           | 1   | 0       | 0      | 1      |
| 15        | Spagna            | 0   | 1       | 1      | 2      |
| 16        | Brasile           | 0   | 1       | 0      | 1      |
| 16        | Cecoslovacchia    | 0   | 1       | 0      | 1      |
| 16        | Cina              | 0   | 1       | 0      | 1      |
| 16        | Ghana             | 0   | 1       | 0      | 1      |
| 16        | Trinidad e Tobago | 0   | 1       | 0      | 1      |
| 21        | Italia            | 0   | 0       | 3      | 3      |
| 22        | Canada            | 0   | 0       | 1      | 1      |
| 22        | Norvegia          | 0   | 0       | 1      | 1      |
| 22        | Svezia            | 0   | 0       | 1      | 1      |
| Totale    | Totale            | 24  | 24      | 24     | 72     |